# دعم الحياة المتقدم

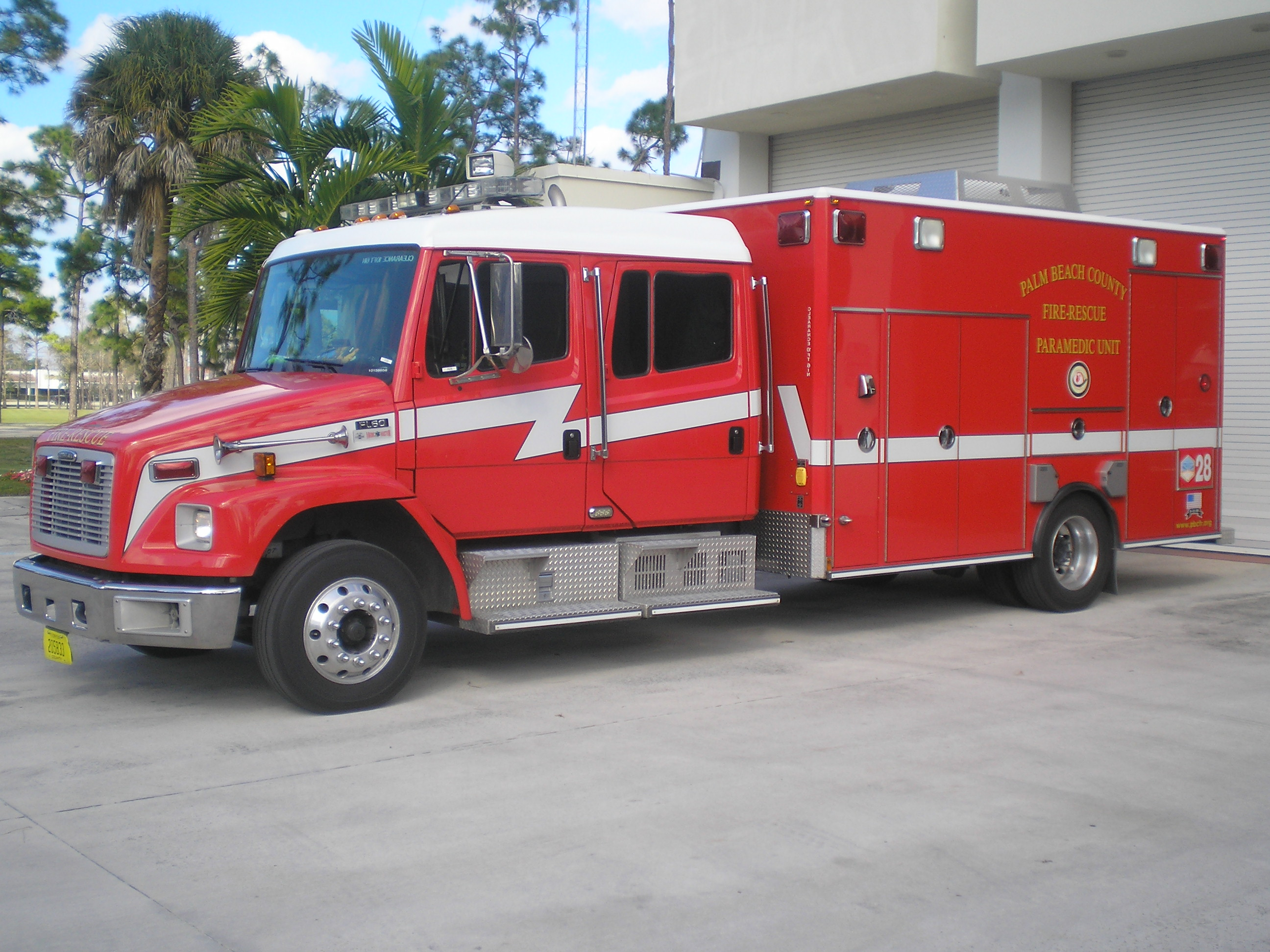
وحدة إسعاف دعم الحياة المتقدم تُستخدم في الخدمات الطبية الطارئة في مقاطعة بالم بيتش بولاية فلوريدا.

دعم الحياة المتقدم هو عبارة عن مجموعة من البروتوكولات والمهارات الداعمة للحياة، والتي تُطيل من دعم الحياة الأساسي للدورة الدموية بشكل أفضل، وفتح مجرى التنفس وإجراء تهوية مناسبة.

## المكونات
تشمل كل من:
- التنبيب
- تحريض متتال سريع
- مراقبة القلب

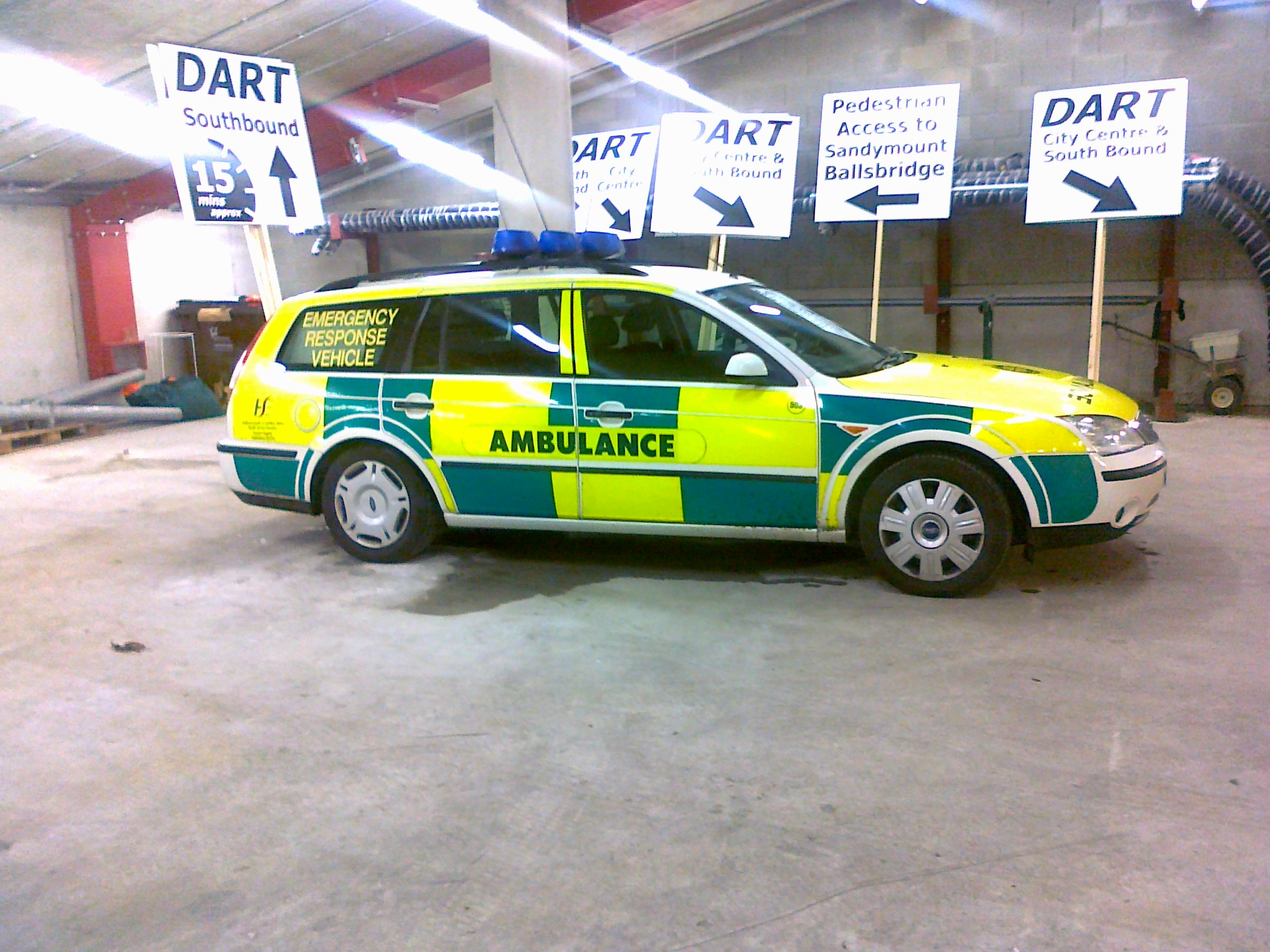
مركبة إسعاف متطورة في ملعب أفيفا، دبلن، أيرلندا.

- مزيل رجفان قلبي لا تستخدم مزيل رجفان خارجي آلي
- تنظيم نبض القلب عن طريق الجلد
- معالجة وريدية
- حقن داخل العظم
- بضع الغشاء الحلقي والدرقي
- تخفيف الضغط الجنبي بسبب استرواح الصدر
- إعطاء الأدوية المتقدمة من خلال الحقن أو الإعطاء المعوي
- دعم الحياة القلبي المتقدم
- دعم الحياة المتقدم للأطفال

## الخوارزميات
يفترض دعم الحياة المتقدم أن دعم الحياة الأساسي (تركيب قناع الأكسجين والإنعاش القلبي الرئوي) قد تم إجراؤه.
تعتمد الخوارزمية الرئيسية لدعم الحياة المتقدم، والتي يتم استدعاؤها عند ثبوت وجود سكتة قلبية فعلية، على مراقبة نظم القلب الكهربائي باستخدام جهاز مراقبة القلب، واعتمادًا على نوع الاضطراب في نظم القلب تتحدد إمكانية استخدام مزيل الرجفان والأدوية التي يُمكن استخدامها، كما يُزوَد المريض بالأكسجين وتُجرى محاولة تركيب أنبوبة حنجرية لتأمين مجرى الهواء، وكذلك التقييم المستمر لتأثير العلاج على نظم القلب ومقدار النتاج القلبي.
تشمل الأدوية التي يمكن تناولها كل من الأدرينالين (ويُعرف أيضا باسم الإبينفرين)، الأميودارون، الأتروبين، البيكربونات، الكالسيوم، البوتاسيوم والمغنيسيوم، كما يمكن إعطاء محلول ملحي أو غرواني لزيادة حجم الدورة الدموية.
يبحث أعضاء الفريق في ثمانية أسباب للسكتة القلبية يُمكن التحكم فيها وإصلاحها وذلك أثناء إجراء الإنعاش القلبي الرئوي (الذي يتم يدويًا أو من خلال معدات آلية مثل اوتو بلس).

## أسباب السكتة القلبية
- نقص التأكسج: انخفاض مستويات الأكسجين في الدم
- نقص حجم الدم: انخفاض كمية الدم في الدورة الدموية، إما بسبب فقدان الدم بشكل مطلق أو بسبب توسع الأوعية
- فرط بوتاسيوم الدم/ نقص بوتاسيوم الدم: اضطرابات في مستوى البوتاسيوم في الدم، واضطرابات مرتبطة بمستويات الكالسيوم أو المغنيسيوم
- انخفاض حرارة الجسم/ ارتفاع الحرارة
- الحماض
- نقص السكر في الدم: انخفاض مستويات السكر في الدم

- استرواح الصدر: زيادة الضغط في التجويف الصدري ، مما يؤدي إلى انخفاض العائد الوريدي إلى القلب
- اندحاس القلب: وجود سائل أو دم في التامور، مما يضغط على القلب
- السموم/ الأدوية: المواد الكيماوية سواء كانت أدوية أو تسمم
- انصمام رئوي: انسداد ميكانيكي للأوعية الدموية إلى الرئتين أو القلب عن طريق تجلط الدم.

## حالات مرضية أخرى
يغطي دعم الحياة المتقدم عددا من الحالات المرضية المتعلقة بالسكتة القلبية، مثل اضطرابات نظم القلب (الرجفان الأذيني، تسرع القلب البطيني) والتسمم وجميع الحالات التي قد تؤدي إلى السكتة القلبية إذا لم يتم علاجها، بجانب حالات الطوارئ الجراحية التي يغطيها دعم الحياة المتقدم في الصدمات.

## من يقوم بالتنفيذ
يتدرب العديد من مقدمي الرعاية الصحية على إجراء بعض أشكال دعم الحياة المتقدم.
يتنوع تدريب الفئات على دعم الحياة الأساسي أو المتقدم، ويُمكن لفني الطوارئ الطبية والمسعف والعامل الطبي (عند تلقيهم تدريب مناسب) أن يُقدم هذا المستوى من الرعاية عند حدوث السكتة القلبية في سياق خارج المستشفى.
أما في المستشفيات فيتم إجراء دعم الحياة المتقدم عادةً من قبل فريق من الأطباء والممرضات، مع بعض المسعفين السريريين المتدربين على أنظمة معينة، ويشمل فريق السكتة القلبية (ويُسمى أحيانا فريق الكود) في الولايات المتحدة عمومًا أطباء وكبار الممرضات من مختلف التخصصات مثل طب الطوارئ والتخدير والطب الباطني.